# Terreur sous l'évier
Terreur sous l'évier (It Came from Beneath the Sink!) est un roman fantastique et horrifique américain pour la jeunesse de la collection de livres Chair de poule écrite par R. L. Stine. 
Dans l'édition française Bayard Poche, ce livre est le 21e de la série et est paru le 15 octobre 1996. Dans l'édition originale américaine, il est le 30e de la collection, sorti en avril 1995.
Ce roman a, par la suite, été adapté en épisode pour la série télévisée éponyme Chair de poule.

## Le livre américain
Le titre d'origine de Terreur sous l'évier est It Came from Beneath the Sink! - littéralement : C'est venu de sous le lavabo !

## Couverture du livre français
L'illustration représente un évier où différents produits de nettoyages sont stockés (brosse, détergent, lessive...). En Arrière-plan, se trouve une créature (la même que dans le livre), elle ressemble à une éponge, elle a des yeux de serpents, elle a le nez et la bouche cachés par un tuyau, elle semble produire de l'eau. On retrouve des gouttes d'eau au premier plan près de la créature et de la brosse.

## Sous-titre français
Le sous-titre français du livre est : Des vacances maudites.

## Adaptation télévisée
Ce livre a bénéficié d'une adaptation télévisée dans la série télévisée Chair de poule. 

### Numérotation et titre
L'épisode est le 14e de la série, diffusé lors de la première saison. Il a été diffusé pour la première fois aux États-Unis le 2 février 1996 et en France le 27 septembre 1997.
Le titre original de l'épisode est exactement le même que celui du livre, tout comme le titre français. 